# Intonarumori

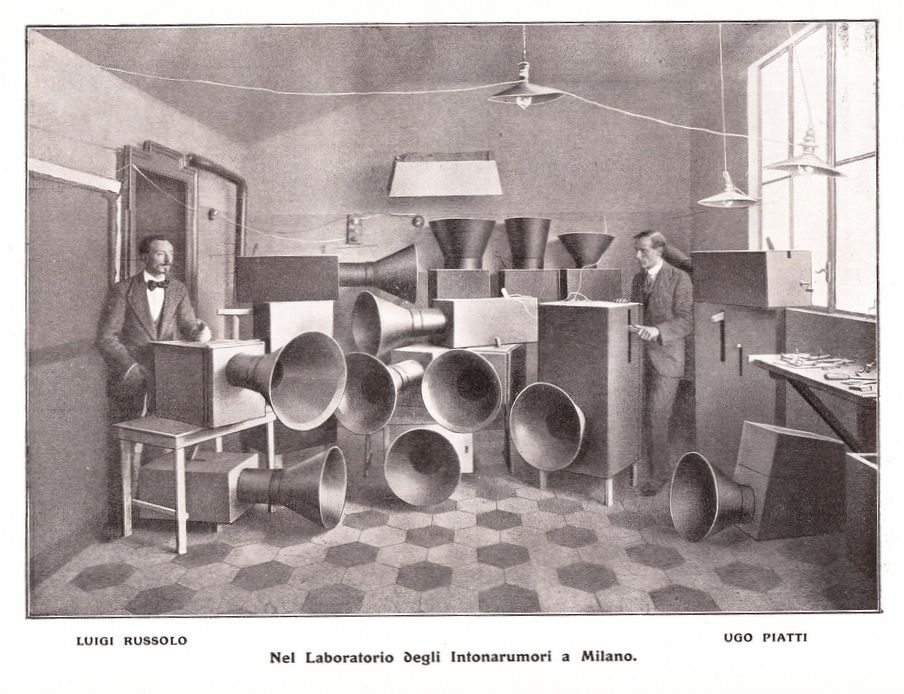
Luigi Russolo i el seu ajudant Ugo Piatti al seu laboratori de Milà amb Intonarumori, 1913

Intonarumori (en alemany "Geräuscherzeuger", generadors de soroll) són instruments acústics o mecànics que generen sorolls. Van ser dissenyats per l'artista futurista Luigi Russolo als anys 1910-20. En fer-ho, va ampliar l'espectre d'expressió musical de l'orquestra per incloure el soroll i el va elevar a un element de disseny musical. Per aquest motiu Russolo és considerat un precursor de la música concreta.
Els intonarumori eren inicialment quatre instruments i més tard van arribar a ser-ne 27 de diferents que tenien el nom del tipus de sons que feia cadascun. Comprenen caixes de fusta amb banyes que contenen dispositius especials per generar sorolls específics. Es poden canviar diversos paràmetres de so com ara el to i el volum a través de palanques i manetes.
Els instruments originals de Russolo no s'han conservat, però existeixen rèpliques per a les que s'han escrit obres des del 2009.

## Influència i treball teòric preparatori
Russolo va assistir, a Roma, el 21 de febrer de 1913, al concert futurista del compositor Balilla Pratella Musica Futurista. Inno alla vita - sinfonia futurista op.30. Inspirat pel concert, Russolo va considerar massa limitades les possibilitats tonals dels instruments orquestrals acústics i va començar a buscar noves possibilitats d'expressió tonal.
Només 20 dies després, el març de 1913, Russolo va escriure el seu manifest L'arte dei rumori (L'art del soroll) primer com a carta a Pratella. El 1916 el va publicar en un volum homònim, juntament amb altres textos. Aquest va ser el treball teòric preparatori de l'intonarumori en la mesura que propagava sorolls (accidentals) com a part de les composicions musicals.
Amb això, Russolo va expressar la necessitat d'“anar més enllà d'aquest cercle estret de tons purs i explorar la infinita varietat de tons sonors” a la música composta, formulant així “una nova voluntat acústica”. Això s'ajustava a l'esperit de l'època, persones com el pianista i compositor Ferruccio Busoni ja s'havien expressat de manera semblant sobre el tema, per exemple a Saggio di una nuova estetica musicale (Redacció d'una nova estètica de l'art musical). En un text, per exemple, va desciure el telharmonium de Thaddeus Cahill, que generava ones sonores primordials de manera electrònica-mecànica. En aquest període es van crear instruments acústics tipus orgue que feia sorolls a diversos llocs del món, que van esdevenir el desenvolupament de la música electroacústica. A part dels desenvolupaments decididament motivats per la música, les màquines ja s'utilitzaven als teatres abans d'això, fent sorolls com els trons i similars. En aquest context, Russolo va investigar la microtonalitat, la dissonància i la dodecafonia, va investigar noves regles i estructures bàsiques de la música, les fonts sonores i els instruments. La musicalització del soroll per part de Russolo va contribuir a l'emancipació del llenguatge musical de la dialèctica de la consonància-dissonància, moviment-estancament, gràcil-no gràcil.
Russolo va categoritzar els sons en sis famílies:
1. Brunzit, tro, esclat, cops, rugit
2. Xiular, bufar
3. Xiuxiueigs, murmuris, brunzits
4. Cruixent, cruixent, taral·leig, trontolleig, frec
5. Cops sobre metall, fusta, cuir, pedres, ceràmica
6. Veus d'animals i persones: crits, rugits, udols, rialles, panteixos, sanglots

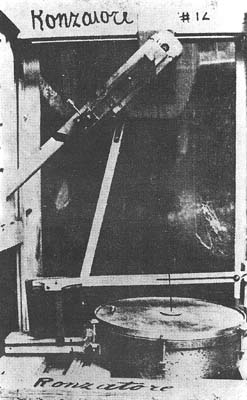
Vista interior d'un Ronzatore (brunzidor)

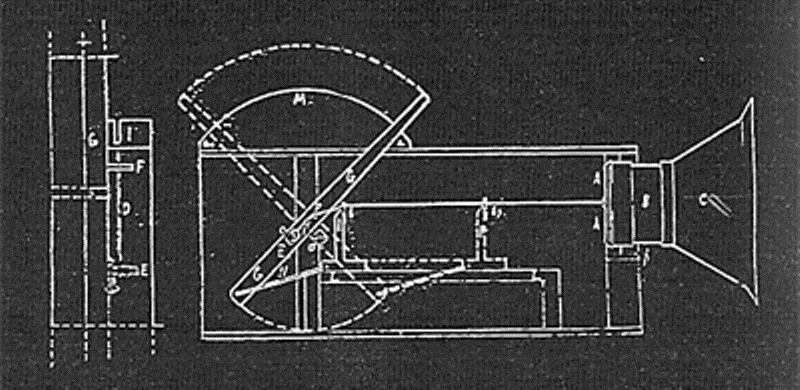
Dibuix de construcció d'un intonarumori, 1913

## Construcció i funcionament dels intonarumori
Els intonarumori eren 27 instruments diferents anomenats segons el tipus de soroll que produïen. Russolo el va desenvolupar juntament amb el músic i pintor Ugo Piatti, qui treballava amb ell com a ajudant.
Els intonarumori consisteixen en caixes de fusta amb campanes de cartró, amb membranes i cordes tractades especialment per a generar sons específics. Si és necessari, un engranatge fa sonar la corda que s'enganxa a la pell d'un tambor, que al seu torn actua com a ressonador. Una botzina o campana a la sortida de la caixa potencia el volum del so.
Utilitzant palanques i manovelles, els músics designats com a ajudants dels instruments canvien paràmetres com el so (com el to variant la tensió de la corda o el volum), basant-se en una notació especial creada per Russolo.
Els quatre primers intonarumori existents foren l'ululatore (udolador), rombatore (rugidor), crepitatore (crepitant), stropicciatore (rascador). Més tard, s'hi afegirien l'scoppiatore (atuell), el ronzatore (rugidor), el gorgogliatore (gorgoteador), el sibilatore (xiulador), el frusciatore (cruixidor), el gracidatore (cuàquer) i altres. Existeixen edicions individuals d'intonarumori en diferents tons o espectres de freqüència, altres eren capaços de reproduír espectres més grans com un sol instrument.

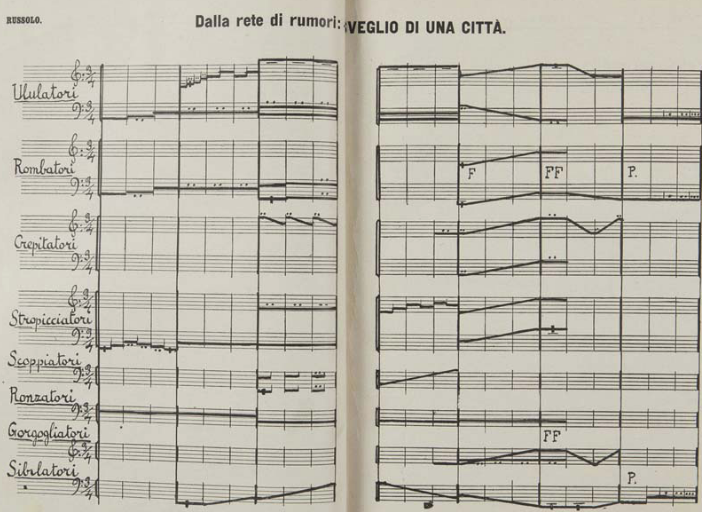
La notació que Russolo va desenvolupar per als intonarumori són aquests 7 compassos de la peça Il risveglio di una città, composta per ell. Són els únics registres supervivents de Russolo sobre aquest tema.

## Actuacions amb els intonarumori i recepció
El 1913 i el 1914 Russolo va fer els seus primers concerts amb els Intonarumori a Milà, Gènova i Londres. El públic va respondre uns amb gran entusiasme i altres amb gran hostilitat.
L'any 1921 es van celebrar a París tres concerts amb 27 intonarumori diferents (els dies 17, 20 i 24 de juny) amb el títol Trois concerts exceptionnels des briuteurs futuristes. Hi havia sis composicions d'Antonio Russolo, aquestes van ser realitzades pels nombrosos artistes presents entre el públic, com ara Igor Stravinsky, Maurice Ravel, Arthur Honegger, Sergei Diaghilev i Piet Mondrian, que van ser rebuts positivament.
Aleshores Piet Mondrian va escriure un extens article sobre els intonarumori a la seva revista De Stijl sota el títol “De briuteurs futuristes italien” en “het” nieuwe in de muziek, on deia “mentre que els instruments clàssics suprimeixen silenciosa i artificialment els sons de la natura, els bruiteurs ens mostren la crua banalitat quotidiana. Els bruiteurs demostren inconscientment la necessitat d'instruments que no produeixin sons naturals i, a més, demostren que "art" és molt diferent de "natura". "
El 1922 Balilla Pratella va compondre l'obra Tamburo di fuoco per a una petita orquestra i intonarumori, que es va representar a Pisa, al Teatre Nacional de Praga i al Teatre Lirico de Milà. El text és de Filippo Tommaso Marinetti i l'escenografia és d'Enrico Prampolini.
El 1929, Russolo va fer el seu últim concert a París en l'obertura d'una exposició futurista a la Galerie 23. El concert va ser presentat per Edgar Varèse.

## Altres esdeveniments
El 1923 Russolo va començar a desenvolupar encara més el concepte d'instruments generadors de so mitjançant el desenvolupament del prototip del rumorarmonio. Era un harmònium sonor en el qual combinava diferents intonarumori en un sol instrument. Un ajudant controlava els canvis de paràmetres de diversos sons simultàniament en temps real a través d'uns pedals.
L'any 1925 Russolo va fer patentar l'arco enarmonico (arc enharmònic), "constituït per una mena de cargol llarg que, quan s'estira en diagonal a través de la corda, la fa vibrar".
El 1931 Russolo va patentar el piano enarmonico.
L'any 1932 Russolo va escriure el seu últim article sobre el tema "música" amb el títol "L'Enarmomismo" per a la revista Dinamo Futurista, a partir de llavors es va preocupar més intensament per altres temes que per la música.

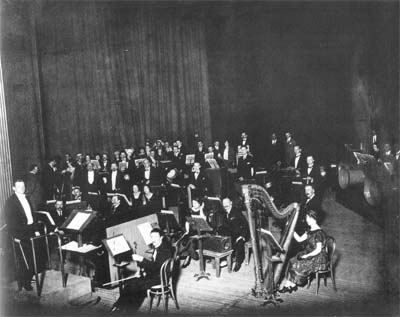
Concert amb Intonarumori.

## Intonarumori en el present

### Destrucció dels originals
La major part dels intonarumori van ser destruïts pel bombardeig de París al final de la Segona Guerra Mundial, i es desconeix on es troben la resta.

### Rèpliques contemporànies dels intonarumori
A partir dels esbossos de construcció que encara estaven disponibles i alguns enregistraments sonors, es van poder fer reconstruccions dels intonarumori. El 2009, els artistes Luciano Chessa i Luthier Keith Cary van fer rèpliques dels primers intonarumori que Russolo havia construït el 1913. Hi ha 16 instruments que pertanyen a vuit famílies diferents de sons i alguns d'ells produeixen diferents rangs de freqüències. Va ser al Museu d'Art Modern de San Francisco el 16 d'octubre de 2009 va fer un concert en el marc del Performa-Festivals, i el 12 de novembre a Nova York al The Town Hall, i el setembre de 2010 a Rovereto al Museu d'Art Modern i Contemporani.
El 2013, en el centenari del Manifest de Russolo, els artistes Golan Levin, Spike Wolff i Carl Bajandas van fer deu intonarumori més a la Universitat Carnegie Mellon de Pittsburgh, per a la qual el compositor John Ozbay va escriure composicions.
L'artista holandès Wessel Westerveld va fer més rèpliques de l'Intonarumori. En aquest cas, però, les caixes estan fetes de fusta dura en lloc de fusta tova, i les campanes -originalment fetes de cartró- les va fer d'acer. També hi ha variants de construcció oberta, que fan visible el mecanisme dels intonarumori. Westerveld interpreta aquest intonarumori juntament amb l'artista Yuri Landman.

### Obres contemporànies per a intonarumori
- Pauline Oliveros: Waking the Noise Intoners (2009)
- Joan La Barbara: Striations (2009)
- Jennifer Walshe und Tony Conrad: Fancy Palaces (2009)
- Blixa Bargeld: The Mantovani Machine Part I: Motor (2009)
- Blixa Bargeld: The Mantovani Machine Part II: Cucina (Gamberetti Eroica sul campo di battaglia) (2010)
- Blixa Bargeld: The Mantovani Machine Part III: Gas (2011)
- Lee Ranaldo: It all begins now (Whose Streets? Our Streets!) (2011)
- Theresa Wong: Meet Me at the Future Garden (2009)
- Christopher Auerbach-Brown: Money is the Devil (2016)
- Luciano Chessa: On dîne à la terrasse du Casino / Si pranza sulla terrazza del Kursaal (2010)
- Luciano Chessa: Vathek on the Edge of the Chasm (2013)
- James Fei: New Acoustical Pleasures (A Furious Meow) (2009)
- Ellen Fullman: Sunday Industrial (Post Futurist Reverie) (2009)
- Pablo Ortiz: Tango Futurista (2009)
- Mike Patton: Kostnice (2009)
- Teho Teardo: Oh! (2010)
- Miroslav Pudlak Intonarumori concerto (2018)